# Jezioro Zjadłe
Jezioro Zjadłe, Zjadło lub Dziadek (niem. Grund See) – jezioro w Polsce, w województwie warmińsko-mazurskim, w powiecie mrągowskim, w gminie Piecki.

## Położenie i charakterystyka
Jezioro leży na Pojezierzu Mrągowskim, natomiast w regionalizacji przyrodniczo-leśnej – w mezoregionie Pojezierza Mrągowskiego, w dorzeczu Dejna–Guber–Łyna–Pregoła. Znajduje się 8 km w kierunku południowo-wschodnim od Mrągowa. Nad jego południowymi brzegami leży Kosewo Górne. W sąsiedztwie północnych i zachodnich brzegów znajduje się Jezioro Probarskie.
Zbiornik bezodpływowy. Dno i ławica muliste. Brzegi łagodnie wyniesione. W otoczeniu znajdują się pola i łąki, a od zachodu i północy – lasy.

## Morfometria
Według danych Instytutu Rybactwa Śródlądowego powierzchnia zwierciadła wody jeziora wynosi 11,4 ha. Średnia głębokość zbiornika wodnego to 1,8 m, a maksymalna – 3,5 m. Lustro wody znajduje się na wysokości 138,8 m n.p.m. Objętość jeziora wynosi 203,0 tys. m³. Maksymalna długość jeziora to 500 m, a szerokość 300 m. Długość linii brzegowej wynosi 1300 m.
Inne dane uzyskano natomiast poprzez planimetrię jeziora na mapach w skali 1:50 000 opracowanych w Państwowym Układzie Współrzędnych 1965, zgodnie z poziomem odniesienia Kronsztadt. Otrzymana w ten sposób powierzchnia zbiornika wodnego to 11,0 ha, a wysokość bezwzględna lustra wody to 138,5 m n.p.m.

## Przyroda
W skład pogłowia występujących ryb wchodzą m.in. szczupak, płoć, leszcz i karaś. Wśród niezbyt roślinności przybrzeżnej dominuje trzcina, pałka i sitowie.
Jezioro leży na terenie otuliny Mazurskiego Parku Krajobrazowego, Obszaru Chronionego Krajobrazu Otuliny Mazurskiego Parku Krajobrazowego – Zachód, a także obszaru Natura 2000: PLB280008 Puszcza Piska.